# 白いカラス
『白いカラス』（原題: The Human Stain）は、ロバート・ベントン監督の2003年のアメリカ映画。
黒人差別をしたと訴えられて辞職に追い込まれた教授を通して、アメリカの人種問題の深刻さを伝えた作品。
原作はフィリップ・ロスの『ヒューマン・ステイン』。
DVDは、セクシーシーンを収録した全米公開バージョン（106分）と、監督の意向に沿った日本公開バージョン（108分）の2種セットでリリースされている。（レンタル版は別々）

## ストーリー
1998年、アメリカ合衆国マサチューセッツ州。名門大学で学部長を務めていたコールマン教授は、ある日の講義で発した「スプーク」という単語が、黒人学生への差別発言だと波紋を呼んでしまい、その影響から大学を辞職に追い込まれてしまう。しかも、この出来事にショックを受けた妻は、間もなくこの世を去ってしまい、コールマンは絶望の淵に立つのだった。しばらくしてそんな彼の前に、若い掃除婦のフォーニアが現れる。フォーニアは夫レスターの暴力や辛い過去に悩まされながらも懸命に働く女性であった。そんな彼女とコールマンは、心に傷を持つ者同士、次第に惹かれあっていくのだった。だが、実はコールマンには、亡き妻にさえ隠していたある秘密があった。

## キャスト
※括弧内は日本語吹替
- コールマン・シルク - アンソニー・ホプキンス（石田太郎）
- フォーニア・ファーリー - ニコール・キッドマン（田中敦子）
- ネイサン・ザッカーマン - ゲイリー・シニーズ（大塚芳忠）
- レスター・ファーリー - エド・ハリス（池田勝）
- 若き日のコールマン - ウェントワース・ミラー（室園丈裕）
- スティーナ・ポールソン - ジャシンダ・バレット（水城レナ）
- ドロシー・シルク - アンナ・ディーヴァー・スミス（竹口安芸子）
- クラレンス・シルク - ハリー・レニックス（佐藤正治）
- ネルソン・プリムス - クラーク・グレッグ